# Scheiblischer Turm
Der Scheibliche Turm war ein Wehrturm der mittelalterlichen Stadtbefestigung der Magdeburger Altstadt.

## Lage
Er befand sich in der Nähe des heutigen nördlichen Endes des Fürstenwalls, auf der Elbseite des Walls, nur wenig südlich der Einmündung des Gouvernementsberges auf das Schleinufer.

## Geschichte
Er entstand 1430/31 gemeinsam mit fünf weiteren Wehrtürmen, mit denen der südöstliche Teil der Stadtbefestigung entlang der Elbe ausgebaut wurde. Von diesen Türmen sind heute noch die beiden südlichsten, der Turm hinter der Ausfahrt der Möllenvogtei und Kiek in de Köken erhalten. Nördlich von Kiek in de Köken stand der Scheiblische Turm. Nach Norden hin folgte der Schieferturm, Seidenbeutelpforte und der Turm an der Ratsmühle. Zum Teil wird die Benennung von Scheiblischen Turm und Schieferturm auch vertauscht angegeben. Mit der Weiterentwicklung der Waffentechnik verloren die Türme ihre militärische Bedeutung. Es gibt Mutmaßungen der Turm hätte als Gefängnis der Möllenvogtei gedient, wobei das Gefängnis sich vermutlich im Fronereiturm befand.
Anfang des 18. Jahrhunderts wurde die Stadtmauer, vor der der Scheiblische Turm stand, zum Fürstenwall, einer auch zivil genutzten erhöhten Promenade umgestaltet. Hierbei wurden die Wehrtürme auf die Höhe des Walls eingekürzt und die Stümpfe mit Pavillons verziert. Vermutlich bei der Anlage der zwischen alter Stadtmauer und Elbe verlaufenden Straße, dem heutigen Schleinufer, wurde der Scheiblische Turm im 19. Jahrhundert vollständig beseitigt. An der Stelle, an der der Turm Teil der Stadtmauer war, kann man heute noch auf der Elbseite die Schließung der Lücke mittels Backsteinen in der sonst aus Grauwacke-Bruchsteinen gefertigten Mauer sehen.